# John Cygan
John Cygan, född 27 april 1954 i New York, död 13 maj 2017 i Woodland Hills utanför Los Angeles, var en amerikansk skådespelare och röstskådespelare som bland annat medverkade i tv-serierna Bob, Scali, Arkiv X, På spaning i New York och The Shield.

## Filmografi – i urval

### TV-serier
- Crow's Nest (pilotavsnitt) (1992) - Mike Corssetti
- Bob (1992-1993) - Harlan Stone (21 avsnitt)
- Scali (1992-1996) - Detektiv Paulie Pentangeli (14 avsnitt)
- Arkiv X, (1994) - Sheriff Spencer (1 avsnitt)
- Becker (2001) – Detektiv Cross (1 avsnitt)
- På spaning i New York (2002) - Tommy Dwyer (2 avsnitt)
- Judging Amy (2003) – Jeremy Cools (1 avsnitt)
- The Shield (2006) – Chief Johnson (1 avsnitt)

### Animerat - röstarbete
- Skattkammarplaneten (2002) – Additional Voice
- Surf's Up (2006) – Additional Voices
- Ice Age 2 (2006) – Additional Voices
- Bilar (2006) – Additional Voices
- Horton (2008) – Additional Voices
- Wall-E (2008)) – Additional Voices
- Up (2009) - Additional Voices
- Det regnar köttbullar (2009) - Additional Voices

### Spel - röstarbete
- Star Wars: Shadows of the Empire (1996) – Dash Rendar
- Grandia II (2000) – Melfice/Client/Brother 1
- Star Wars: Galactic Battlegrounds (2001)
- Metal Gear Solid 2: Sons of Liberty (2001) – Solidus Snake
- Metal Gear Solid 2: Substance (2002) – Solidus Snake
- Star Wars: Knights of the Old Republic (2003) – Canderous Ordo
- EverQuest II (2004) – Flera rollpersoner
- Star Wars: Knights of the Old Republic II: The Sith Lords (2004) – Mandalore the Preserver
- X-Men Legends II: Rise of Apocalypse (2005) – Iron Man, Ka-Zar
- Metal Gear Solid 4: Guns of the Patriots (2008) – Solidus Snake